# 로텐부르크오프데어타우버
로텐부르크오프데어타우버(독일어: Rothenburg ob der Tauber)는 독일 바이에른주에 위치한 도시이다. 줄여서 로텐부르크(Rothenburg)라고 부르기도 한다. 1274년부터 1803년까지 신성 로마 제국의 제국자유도시로 지정되었던 도시이기도 하다.

홈페이지 https://www.rothenburg-tourismus.de/en/ 보관됨 2023-06-02 - 웨이백 머신

## 기후
로텐부르크는 서안 해양성 기후(쾨펜의 기후 구분 Cfb)에 속한다.

## 같이 보기
- 로맨틱 가도